# Barbara Bel Geddes
 (avril 2016).
Si vous disposez d'ouvrages ou d'articles de référence ou si vous connaissez des sites web de qualité traitant du thème abordé ici, merci de compléter l'article en donnant les références utiles à sa vérifiabilité et en les liant à la section « Notes et références ».
Barbara Bel Geddes est une actrice américaine, née le 31 octobre 1922 à New York et morte le 8 août 2005 à Northeast Harbor (Maine).

## Biographie

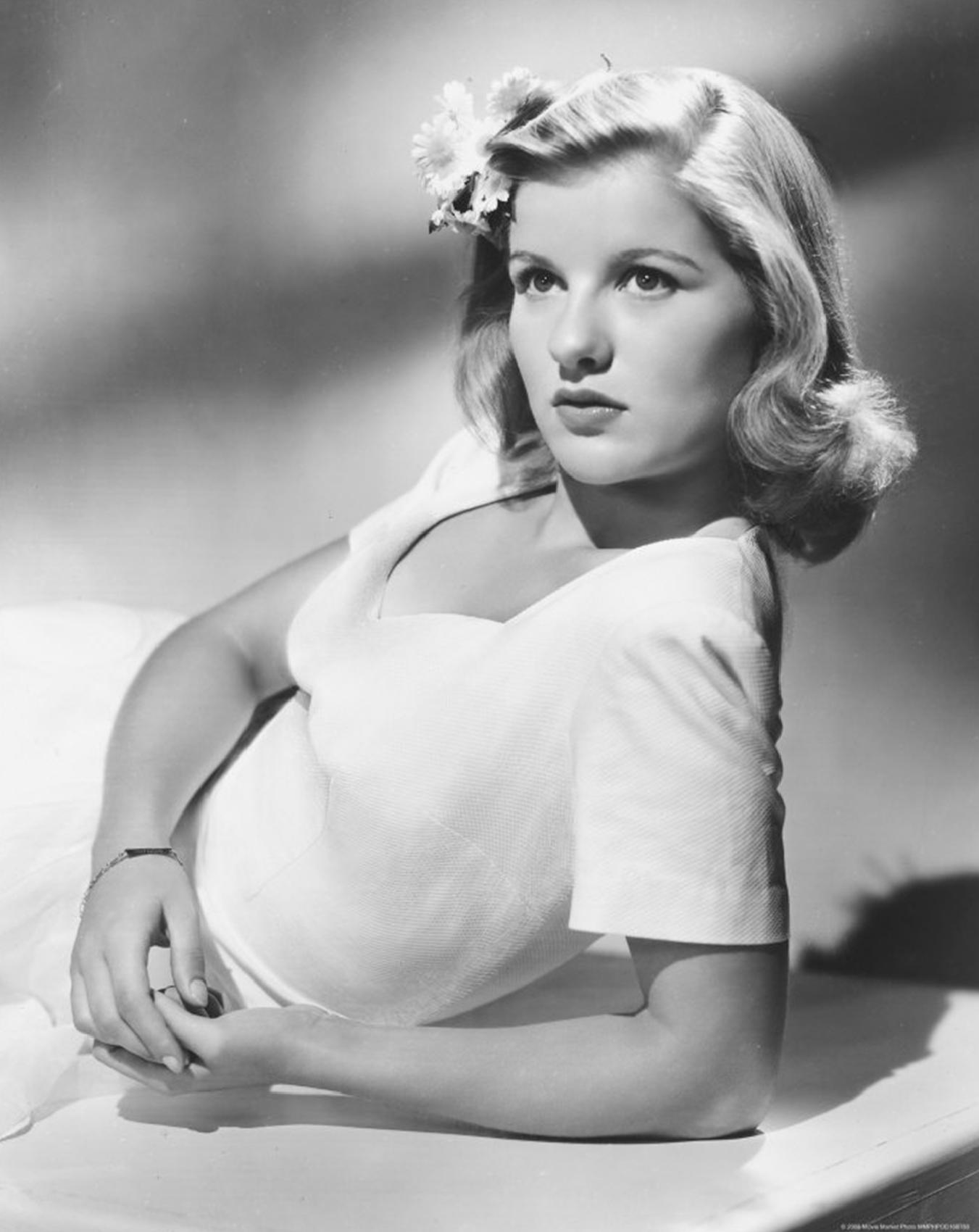
Barbara Bel Geddes dans les années 1950

Fille du designer et scénographe Norman Bel Geddes et de Helen Belle Schneider, elle débute au théâtre à l'âge de 18 ans. En 1952, elle reçoit le prestigieux prix de la Femme de l'année décerné par Hasty Pudding Theatricals USA, la plus ancienne compagnie de théâtre américaine. Ses deux plus grands rôles sur scène sont celui de Maggie dans La Chatte sur un toit brûlant de Tennessee Williams à Broadway en 1956, et son rôle de Jean Kerr (en) dans la comédie Mary, Mary en 1961, tous deux lui valant des nominations aux Tony Awards. Sa brillante carrière sur les planches compte aussi La Lune était bleue de 1951 à 1953, mis en scène par Otto Preminger, Burning Bright de John Steinbeck, Everything in the Garden d'Edward Albee et Silent Night, Lonely Night avec Henry Fonda... En 1993, étant apparue dans une cinquantaine de spectacles à Broadway, the American Theatre Hall of Fame lui rend hommage - distinction qu'elle partage avec son père.
Sa carrière au cinéma débute en 1947 lorsqu'elle donne la réplique à Henry Fonda dans The Long Night, remake du film français Le Jour se lève de Marcel Carné. Elle obtient une nomination à l'Oscar du meilleur second rôle féminin pour Tendresse (I remember Mama) (1948) dirigé par George Stevens. Elle tourne également avec Max Ophuls, Elia Kazan, Martin Ritt et Henry Hathaway, au côté de Robert Mitchum, Richard Widmark, James Mason et Robert Ryan. Cependant, une santé chancelante et une enquête du comité des activités anti-américaines mettent (temporairement) un terme à sa carrière cinématographique en 1951.
Sa carrière redémarre lorsque Alfred Hitchcock lui propose des rôles dans quatre épisodes de la série télévisée Alfred Hitchcock présente (dont L'inspecteur se met à table (Lamb to the Slaughter) d'après Roald Dahl), le premier épisode, dans lequel elle interprète une femme au foyer qui tue son mari, et un rôle important dans le film Sueurs froides (Vertigo en V.O.) (1958) où elle interprète l'ex-fiancée de James Stewart. Malgré ce succès, Barbara Bel Geddes ne tournera plus qu'une poignée de films qui n'apportent pas grand-chose à sa gloire, jouant des seconds rôles derrière les sex symbols américains Kim Novak et Lana Turner mais tenant sa partie dans une comédie musicale face à Danny Kaye et rivalisant avec les grandes actrices Silvana Mangano et Jeanne Moreau. Elle déménage alors à Los Angeles.
Elle meurt d'un cancer du poumon à son domicile de Northeast Harbor, Maine le 8 août 2005.

## Série Dallas (de 1978 à 1990)
En 1978, elle auditionne pour le rôle de Miss Ellie, la matriarche du clan Ewing pour le nouveau feuilleton télévisé Dallas diffusé en prime time sur CBS. Elle obtient le rôle qui la rend célèbre auprès du grand public, qu'elle interprète jusqu'en 1990. Ce rôle lui vaut plusieurs récompenses. Bel Geddes est absente de la série pour l'année 1983-1984, parce qu'elle subit, en mars 1983, un quadruple pontage coronarien. L'année suivante, en raison de sa santé toujours chancelante, elle décide d'abandonner le rôle. Elle est alors remplacée par Donna Reed pour la saison 1984-1985. Mais Dallas étant dépassé en parts d'audience par Dynastie, les producteurs décident d'employer les grands moyens. Sa santé s'améliorant, Barbara Bel Geddes reprend le rôle de Miss Ellie en 1985. Elle le joue jusqu'en 1990, soit l'avant-dernière saison de la série.

## Vie privée
Elle épouse Carl Schreuer en 1944, dont elle a une fille, Susan. Ils divorcent en 1951, et elle épouse la même année le réalisateur Windsor Lewis. Elle s'éloigne des plateaux en 1966 pour s'occuper de son mari souffrant, qui meurt du cancer en 1972.

## Publications
Elle est également l'auteur de deux livres pour enfants : I Like to Be Me (J'aime être moi) (1963) and So Do I (Moi aussi) (1972).

## Filmographie

### Cinéma

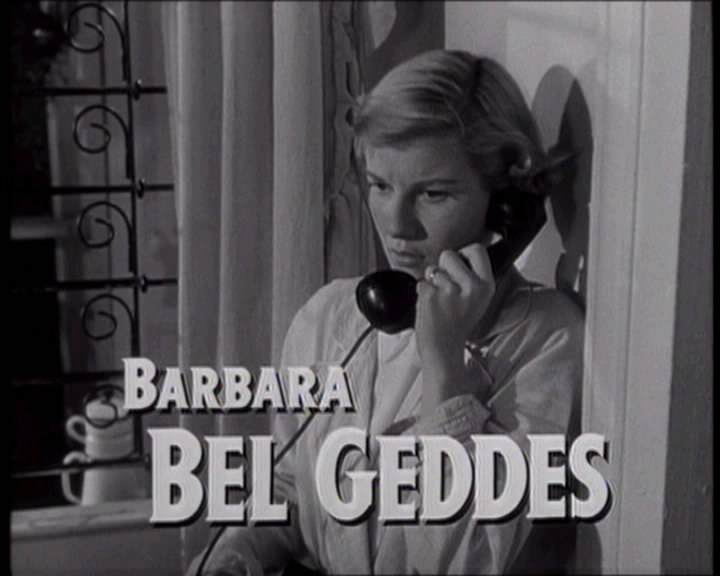
Panique dans la rue (1950)

- 1947 : La Longue Nuit (The Long Night) de Anatole Litvak : Jo Ann
- 1948 : Tendresse (I remember Mama) de George Stevens : Katrin Hanson
- 1948 : Ciel rouge (Blood on the Moon) de Robert Wise : Amy Lufton
- 1949 : Pris au piège (Caught) de Max Ophuls : Leonora Eames
- 1950 : Panique dans la rue (Panic in the streets) de Elia Kazan : Nancy Reed
- 1951 : 14 Heures (Fourteen Hours) de Henry Hathaway : Virginia Foster
- 1958 : Sueurs froides (Vertigo) de Alfred Hitchcock : Marjorie Wood (Midge)
- 1958 : Lamb to the Slaughter de Alfred Hitchcock : Mary Maloney
- 1959 : Millionnaire de cinq sous (The Five Pennies) de Melville Shavelson : Bobbie Meredith
- 1960 : Cinq Femmes marquées (5 Branded Women) de Martin Ritt : Marja
- 1961 : Par l'amour possédé (By Love Possessed) de John Sturges : Clarissa Winner
- 1971 : Summertree de Anthony Newley : Ruth
- 1971 : The Todd Killings (en) : Mme Todd

### Télévision
- 1950 : Robert Montgomery présente (en) (Robert Montgomery présents) (série télévisée) : Rebecca
- 1957-1958 : Studio One (série télévisée) : Charlotte Lamb
- 1958 : Playhouse 90 (série télévisée) : Sidney Cantrall
- 1958, 1959 - 1960 : Alfred Hitchcock présente (Alfred Hitchcock présents) (série télévisée) : Helen Brewster / Lucia Clay / Mary Maloney / Sybilla Meade
- 1959 : Riverboat (série télévisée) (série télévisée) : Missy
- 1965 : Docteur Kildare (série télévisée) : Dr Ruth Halliman
- 1969 : Daniel Boone (série télévisée) : Molly Malone
- 1977 : Our Town (Téléfilm) : Mme Webb
- 1978-1990 : Dallas (série télévisée) : Eleanor Southworth Ewing Farlow (Miss Ellie)

## Distinctions

### Récompenses
- 1980 : Emmy Award de la meilleure actrice dans un feuilleton dramatique pour Dallas.
- 1982 : Golden Globe de la meilleure actrice dans un feuilleton dramatique pour Dallas (ex æquo avec Linda Evans pour Dynastie).

### Nominations
- 1949 : Oscar du meilleur second rôle féminin pour Tendresse.
- 1979 : Emmy Award de la meilleure actrice dans un feuilleton dramatique pour Dallas.
- 1980 : Golden Globe de la meilleure actrice dans un feuilleton dramatique pour Dallas.
- 1981 : Emmy Award de la meilleure actrice dans un feuilleton dramatique pour Dallas.
- 1981 : Golden Globe de la meilleure actrice dans un feuilleton dramatique pour Dallas.